# آرتور گایتون
آرتور کلیفتن گایتون (به انگلیسی: Arthur Clifton Guyton) (۸ سپتامبر ۱۹۱۹–۳ آوریل ۲۰۰۳) فیزیولوژیست پرآوازهٔ آمریکایی است. وی در ایالت میسیسیپی به دنیا آمد.
آوازهٔ گایتون به‌خاطر نگارش کتاب معروف فیزیولوژی پزشکی است که در ایران به فیزیولوژی گایتون معروف است. بعدها جان ای. هال هم در نگارش کتاب به او یاری رساند و حاصل آن کتاب درسی فیزیولوژی پزشکی گایتون و هال بود. اولین ترجمهٔ فارسی این کتاب نیز توسط فرخ شادان صورت پذیرفته‌است.
این کتاب همچنین با نظارت مسعود صابری هم ترجمه شده است.
گایتون در ابتدا عمده مطالعاتش را در زمینهٔ عامل افزایش فشار خون بنا نمود و در این راه بسیاری از فرمول‌ها و محاسبات و رفتار مربوط به دستگاه گردش خون را کشف نمود. در سال ۱۹۵۵ تئوری برون‌ده قلب را ارائه نمود که نشان می‌داد قلب تنها خونی را که دریافت می‌کند، قادر به پمپاژ است و خود قلب نقشی در تنظیم مقدار برون‌ده قلب ندارد. از دیگر کارهای ارزندهٔ وی، محاسبهٔ فشار میان‌بافتی است. آرتور گایتون، پس از سال‌ها تلاش در ارتقای دانش فیزیولوژی و پزشکی، در سال ۲۰۰۳ در سانحهٔ رانندگی درگذشت.